# Oplotnica
Oplotnica est une commune située dans la région historique du Basse-Styrie au nord-est de la Slovénie.

## Géographie

### Villages
Les villages qui composent la commune sont Božje, Brezje pri Oplotnici, Dobriška vas, Dobrova pri Prihovi, Čadram, Gorica pri Oplotnici, Koritno, Kovaški Vrh, Lačna Gora, Malahorna, Markečica, Okoška Gora, Oplotnica, Pobrež, Prihova, Raskovec, Straža pri Oplotnici, Ugovec, Zgornje Grušovje, Zlogona Gora et Zlogona vas.

## Démographie
Entre 1999 et 2021, la population de la commune est restée assez stable, aux alentours de 4 000 habitants,.
Évolution démographique
| 1999  | 2000  | 2001  | 2002  | 2003  | 2004  | 2005  | 2006  | 2007  |
| ----- | ----- | ----- | ----- | ----- | ----- | ----- | ----- | ----- |
| 3 928 | 3 944 | 3 968 | 3 951 | 3 948 | 3 953 | 3 957 | 3 949 | 3 966 |
| 2008  | 2009  | 2010  | 2011  | 2012  | 2013  | 2014  | 2015  | 2016  |
| 3 980 | 3 918 | 3 949 | 3 965 | 4 002 | 4 029 | 4 030 | 4 046 | 4 076 |
| 2017  | 2018  | 2019  | 2020  | 2021  |       |       |       |       |
| 4 099 | 4 100 | 4 118 | 4 137 | 4 154 |       |       |       |       |